# Campeonato Sul-Mato-Grossense de Futebol de 2021
O Campeonato Sul-Mato-Grossense de 2021 foi a quadragésima terceira edição desta competição futebolística organizada pela Federação de Futebol de Mato Grosso do Sul.
O título desta edição ficou com o Costa Rica, que conquistou o título inédito após vencer o Comercial na penúltima rodada do hexagonal final. O Dourados, por sua vez, ficou com o vice-campeonato e garantiu uma vaga para a Série D do Campeonato Brasileiro de 2022.
O rebaixamento para a Série B foi definido ainda na fase inicial, quando Novo e Três Lagoas terminaram na última posição de seus respectivos grupos.

## Formato e participantes
O regulamento do Campeonato Sul-Mato-Grossense de 2021 sofreu significativas alterações em relação ao do ano anterior: as dez agremiações participantes foram divididas em dois grupos, pelos quais disputaram jogos de turno e returno. Após dez rodadas, as três melhores de colocadas de cada grupo se qualificaram para a segunda fase, um hexagonal final, enquanto as últimas colocadas de cada foram rebaixadas para a Série B. No hexagonal final, as seis agremiações restantes jogaram entre si em partidas de turno e returno, com o primeiro colocado sendo declarado campeão.
Na edição de 2020, CENA e Pontaporanense foram rebaixadas, enquanto Corumbaense e Maracaju desistiram do torneio por problemas financeiros e foram punidas pelo Tribunal de Justiça Desportiva (TJD-MS). Por conseguinte, Dourados, Novo, Três Lagoas e União ABC ficaram com as vagas. Os dez participantes desse edição foram:
- Águia Negra
- Aquidauanense
- Chapadão
- Comercial
- Costa Rica
- Dourados
- Novo
- Operário
- Três Lagoas
- União ABC

## Resultados
Os resultados das partidas da competição estão apresentados nos chaveamentos abaixo. Foi disputada em duas fases por pontos corridos, com os seguintes critérios de desempates sendo adotados em caso de igualdades: número de vitórias, saldo de gols, número de gols marcados, confronto direto, número de cartões vermelhos recebidos, número cartões amarelos recebidos e sorteio.

### Geral
- «Regulamento Geral do Campeonato Sul-Mato-Grossense de 2021» (PDF). Federação de Futebol de Mato Grosso do Sul. Consultado em 21 de outubro de 2021. Cópia arquivada (PDF) em 9 de outubro de 2021
- «Tabela do Campeonato Sul-Mato-Grossense de 2021». ge. Consultado em 21 de outubro de 2021. Arquivado do original em 5 de outubro de 2021
- «Tabela de jogos do Campeonato Sul-Mato-Grossense de 2021» (PDF). Federação de Futebol de Mato Grosso do Sul. Cópia arquivada (PDF) em 9 de outubro de 2021

### Específicas
1. ↑  «Costa Rica faz a festa na entrega da taça; Dourados fica com o vice, na despedida do Estadual de Futebol 2021». Fundesporte.ms.gov.br. 24 de maio de 2021. Consultado em 9 de outubro de 2021. Cópia arquivada em 9 de outubro de 2021
2. ↑  «Costa Rica faz a festa na entrega da taça; Dourados fica com o vice». Douradosnews.com.br. 24 de maio de 2021. Consultado em 9 de outubro de 2021. Cópia arquivada em 9 de outubro de 2021
3. ↑  Isabelly Melo (21 de maio de 2021). «Costa Rica goleia o Comercial e se consagra campeão inédito do Estadual». Rcn67.com.br. Consultado em 9 de outubro de 2021. Cópia arquivada em 9 de outubro de 2021
4. ↑  «Costa Rica fez excelente campanha sob o comando do experiente Ito Roque, 'peça-chave' na inédita conquista». Futebolinterior.com.br. 20 de maio de 2021. Consultado em 9 de outubro de 2021. Cópia arquivada em 9 de outubro de 2021
5. ↑  Rogério Vidmantas (20 de maio de 2021). «Costa Rica goleia Comercial e é campeão estadual pela primeira vez». Capitalnews.com.br. Consultado em 9 de outubro de 2021. Cópia arquivada em 21 de maio de 2021
6. ↑  João Pedro Godoy (23 de maio de 2021). «Dourados vence Operário com gols nos acréscimos e fica com o vice-campeonato do estadual de MS». ge. Consultado em 9 de outubro de 2021. Cópia arquivada em 9 de outubro de 2021
7. ↑  Rogério Vidmantas (23 de maio de 2021). «Dourados vence Operário e fica com vice-campeonato estadual». Capitalnews.com.br. Consultado em 9 de outubro de 2021. Cópia arquivada em 23 de maio de 2021
8. ↑  Jhefferson Gamarra (13 de abril de 2021). «Sem somar nenhum ponto, Três Lagoas é o segundo rebaixado no Estadual». Campograndenews.com.br. Consultado em 9 de outubro de 2021. Cópia arquivada em 9 de outubro de 2021
9. ↑  João Pedro Godoy (20 de abril de 2021). «Dirigentes de clubes rebaixados no estadual fazem balanço da temporada: 'Voltaremos mais fortes'». ge. Consultado em 9 de outubro de 2021. Cópia arquivada em 9 de outubro de 2021
10. 1 2  «Com novo formato, tabela do campeonato sul-mato-grossense de 2021 é divulgada». ge. 24 de fevereiro de 2021. Consultado em 9 de outubro de 2021. Cópia arquivada em 9 de outubro de 2021
11. ↑  Paulo Massaharu Yafusso (25 de fevereiro de 2021). «Série A do Campeonato Sul-Mato-Grossense de Futebol 2021 começa no domingo com quatro jogos». Ms.gov.br. Consultado em 9 de outubro de 2021. Cópia arquivada em 28 de fevereiro de 2021